# Kris van der Veen
Kris van der Veen (Achtkarspelen, 1980) is een Nederlands politicus, activist, schrijver en maatschappelijk werker.

## Biografie
Van der Veen groeide op in Harkema en studeerde van 1999 tot 2003 Maatschappelijk Werk en Dienstverlening aan de Hanzehogeschool in Groningen. Hij is bekend vanwege zijn werk op het gebied van LHBTQ+-rechten, suïcidepreventie, huiselijk geweld en vluchtelingenproblematiek. Van der Veen was van 2013 tot 2016 voorzitter van belangenvereniging COC Groningen & Drenthe. Tot en met 2015 was hij gemeenteraadslid voor GroenLinks in Groningen en in 2022 werd hij opnieuw raadslid en vice-fractievoorzitter, ditmaal in Amsterdam. In 2013 kreeg hij internationale media-aandacht nadat hij in Rusland werd aangehouden wegens vermeende “homopropaganda” tijdens het maken van een documentaire over LHBTQ+-jongeren. Begin 2015 gaf hij hierover een TED Talk in de Oosterpoort te Groningen.

## Activisme en Rusland-incident
In juli 2013 reisde Van der Veen met een filmcrew naar Moermansk, Rusland, om een documentaire te maken over de situatie van LHBTQ+-jongeren in het land. De groep werkte samen met lokale activisten en organisaties zoals House of Equality, een LHBTQ+-steungroep in Moermansk.
Tijdens een mensenrechtenkamp buiten de stad gaf Van der Veen een seminar over gelijkwaardigheid en LHBTQ+-rechten. Kort daarna werd hij samen met drie andere Nederlanders gearresteerd door de Russische autoriteiten. Ze werden acht uur lang vastgehouden en ondervraagd. Van der Veen werd onder andere gevraagd: “Denk je dat Nederland beter is dan Rusland?” en “Heb je iemand gevraagd om homoseksueel te worden?”.
Van der Veen noemde de ervaring beangstigend, maar vooral een bevestiging van de onderdrukking waarmee LHBTQ+-mensen in Rusland te maken hebben. Zijn verhaal werd opgepikt door internationale media, waaronder TIME Magazine, The New York Times, NRC en Trouw. Ondanks de inbeslagname van zijn harde schijf kon hij de documentaire alsnog afmaken dankzij back-ups.
In interviews na zijn arrestatie benadrukte Van der Veen dat protesten tijdens de Olympische Winterspelen van 2014 in Sotsji effectiever zouden zijn dan een boycot, om zo internationale druk op Rusland te vergroten.
De documentaire, getiteld 5000 roebel, werd in 2014 uitgebracht.

## Zelfmoordpreventie
In 2017 werd Van der Veen benaderd door 113 Zelfmoordpreventie om als kwartiermaker LHBTIQ+ te werken. Hij richtte zich op suïcidepreventie onder LHBTQ+-jongeren, die vier keer vaker een zelfmoordpoging doen dan gemiddeld.
Zijn werk omvatte onder andere: het opzetten van lokale actienetwerken met vrijwilligers, COC-afdelingen en GGD’s, voorlichting over suïcidaliteit en LHBTQ+ op scholen en de expositie “Jong & Gay”, in samenwerking met fotografe Marjolein Annegarn. De tentoonstelling stond in Leeuwarden en Groningen en werd later door het hele land geëxposeerd.
Van der Veen benadrukt in interviews dat een positieve reactie van de omgeving op een coming-out cruciaal is. Ook pleit hij voor verplichte LHBTQ+-voorlichting op scholen.

## Politieke carrière
Van der Veen werd in 2010 gemeenteraadslid voor GroenLinks in Groningen. Van der Veen startte zijn raadslidmaatschap met initiatieven die leidden tot jongerencentrum Backbone050 en onderzoek naar de thema’s eenzaamheid, zelfdoding en pesten, die uiteindelijk prioriteiten werden binnen het Groninger gezondheidsbeleid. Ook initieerde hij voorstellen voor een polikliniek suïcidepreventie en het creëren van mogelijkheden voor asielzoekers om te werken en studeren. Deze initiatieven konden zowel binnen als buiten het stadhuis rekenen op veel steun. 
2015 verliet hij de raad om naar Amsterdam te verhuizen, waar hij zich in In 2022 opnieuw kandidaat stelde voor GroenLinks. Hier richtte hij zich op kunst en cultuur, jeugdzorg, discriminatiebestrijding, Queer&Pride en de aanpak van dakloosheid. Zo zet hij zich in voor meer geld, een eerlijke verdeling van cultuursubsidies in Amsterdam en brede toegankelijkheid, met name in stadsdelen waar het aanbod beperkter is. Daarnaast maakt hij zich sterk voor een humane aanpak van dakloosheid.
In 2024 diende Van der Veen een voorstel in bij de gemeenteraad van Amsterdam om meer aandacht te vragen voor seksueel geweld onder LHBTQ+-personen. Hij bekritiseerde zowel de overheid als de gemeenschap zelf voor het gebrek aan openheid over dit probleem.
Van der Veen sprak openlijk over zijn eigen ervaringen en benadrukte hoe kwetsbaar jonge LHBTQ+-personen kunnen zijn. Hij riep op tot betere hulpverlening en meldprocedures, waarbij hij kritiek uitte op de suggestie dat slachtoffers zich enkel tot vrijwilligersorganisaties zoals het COC zouden moeten wenden. Het voorstel kreeg steun en werd aangenomen door de raad.

## Maatschappelijk werk
Naast zijn politieke en activistische werk was Van der Veen lange tijd beleidsadviseur op thema’s als dakloosheid en zelfmoordpreventie. Hij werkte onder meer in blijf-van-mijn-lijfhuizen en zette zich in voor Amnesty International.
Van der Veen publiceerde in 2007 het boek Tegen Grenzen, een pleidooi voor statusloze vrouwen die slachtoffer zijn van huiselijk geweld. Hij beschreef hoe vrouwen zonder verblijfsvergunning vaak geen toegang hebben tot opvang en hulpverlening.
Het boek werd gelanceerd tijdens de Week zonder Geweld en kreeg aandacht in RTL 4 (4 in het land), Radio 1 (BNN Today), Dagblad van het Noorden en de Leeuwarder Courant. Tweede Kamerlid Naïma Azough nam het eerste exemplaar in ontvangst en stelde vervolgens Kamervragen aan minister Hirsch Ballin, wat leidde tot een landelijke beleidswijziging.
- International Standard Name Identifier: 0000 0003 6871 2170
- Nederlandse Thesaurus van Auteursnamen: 307212076
- Virtual International Authority File: 288737830